# Lasianthus rhinocerotis
Lasianthus rhinocerotis är en måreväxtart som beskrevs av Carl Ludwig von Blume. Lasianthus rhinocerotis ingår i släktet Lasianthus och familjen måreväxter.

## Underarter
Arten delas in i följande underarter:
- L. r. pedunculatus
- L. r. rhinocerotis
- L. r. xishuangbannaensis